# Tillandsia intermedia
Tillandsia intermedia là một loài thuộc chi Tillandsia.

## Giống
- Tillandsia 'Curly Slim'
- Tillandsia 'Dimmitt's Delight'
- Tillandsia 'Kanyan'
- Tillandsia 'KimThoa Aldridge'
- Tillandsia 'Long John'
- Tillandsia 'Mudlo'
- Tillandsia 'Victory'